# Ingemar Gens
Ingemar Gens, född den 1 februari 1950 i Stockholm, är en svensk föreläsare och debattör i ämnet jämställdhet samt författare av boken Myten om det motsatta könet. Han har ett flertal gånger suttit i morgonsofforna, medverkat i SVT:s Debatt samt sommarpratat i Sveriges Radio P1 år 2002. Gens är även upphovsman till pedagogiken bakom daghemsavdelningarna Tittmyran och Björntomten.
Ingemar Gens har under många år varit verksam som frilansjournalist inom press, radio och tv med inriktning på socialreportage. Ett av de mest uppmärksammade är ”Herrefolk”, om svenska män på jakt efter sex och fruar i Thailand (Pockettidningen R). Han är medförfattare till boken ”För alltid vit” om nyktra alkoholister och ”Vad händer här då?” om flickors och pojkars olika syn på sin närmaste omgivning. 
Ingemar Gens är expert för kvinnliga chefsnätverket Ruter Dams ledarskapsprogram inom området könsroller.[källa behövs] Han är även fast medarbetare och relationscoach i independenttidningen Leva!, leder pappagrupper, och coachar företag och organisationer som vill jobba med könsrollsfrågor.
Ingemar Gens är fast panelmedlem i TV-programmet "På bar gärning" i Sjuan, där han tillsammans med programledaren Jenny Alversjö och olika gäster analyserar svenskarnas civilkurage.